# 富山地方検察庁
富山地方検察庁（とやまちほうけんさつちょう）は、富山県富山市にある日本の地方検察庁の一つで、富山県を管轄している。略称は、富山地検（とやまちけん）。
富山県を管轄しており、富山市に設置されている本庁のほか、魚津・高岡に支部を設置している。

## 所在地
- 本庁 - 富山市西田地方町2丁目9-16 富山法務合同庁舎　北緯36度41分0.1秒 東経137度12分27.4秒 / 北緯36.683361度 東経137.207611度
JR北陸新幹線・高山線・あいの風とやま鉄道線 富山駅，富山地方鉄道本線 電鉄富山駅から徒歩約25分
富山地鉄バス　「富山駅前」（⑥番のりば）乗車～「検察庁前」下車，徒歩1分（乗車時間約12分）
- 魚津支部 - 魚津市新宿1-21　北緯36度48分46秒 東経137度23分52.1秒 / 北緯36.81278度 東経137.397806度
富山地方鉄道本線 電鉄魚津駅から徒歩5分
- 高岡支部 - 高岡市中川本町10-21　北緯36度44分54.2秒 東経137度1分31.9秒 / 北緯36.748389度 東経137.025528度
JR氷見線 越中中川駅から徒歩3分

## 組織
検事正、次席検事の下で事務を執行する。各課の下には係を置く。職員数89名。
- 検事正
- 次席検事
  - 検務監理官
  - 首席捜査官- 統括捜査官
  - 企画調査課
  - 監査室
- 検事
- 事務局
  - 総務課
  - 会計課

## 管轄
- 本庁
  - 富山区検察庁（富山市・滑川市・中新川郡）
- 魚津支部
  - 魚津区検察庁（魚津市・黒部市・下新川郡）
- 高岡支部
  - 高岡区検察庁（高岡市・射水市・氷見市・小矢部市）
  - 砺波区検察庁（砺波市・南砺市）

## 検事正

### 歴代検事正
| 氏名       | 在任期間                      | 出身校           | 前職                             | 以降の要職                                                                                 | 備考 |
| ---------- | ----------------------------- | ---------------- | -------------------------------- | ------------------------------------------------------------------------------------------ | ---- |
| 鶴田小夜子 | 2009年1月27日 - 2009年8月20日 | 京都大学法学部   | 最高検検事                       | 最高検検事                                                                                 |      |
| 慶德榮喜   | 2009年8月20日 - 2011年5月16日 | 東京大学法学部   | 最高検検事                       | 最高検検事、前橋地検検事正                                                                 |      |
| 牧島聡     | 2011年5月16日 - 2012年5月7日  | 北海道大学法学部 | 最高検検事                       | 長野地検検事正                                                                             |      |
| 信田昌男   | 2012年5月7日 - 2013年6月5日   | 創価大学法学部   | さいたま地検次席検事             | 最高検検事、津地検検事正                                                                   |      |
| 落合義和   | 2013年6月5日 - 2015年1月23日  | 東京大学法学部   | 最高検検事                       | 最高検検事、東京地検次席検事、さいたま地検検事正、最高検刑事部長、次長検事、東京高検検事長 |      |
| 中村周司   | 2015年1月23日 - 2016年6月17日 | 中央大学法学部   | 横浜地検次席検事                 | 札幌高検次席検事、熊本地検検事正                                                           |      |
| 水沼祐治   | 2016年6月17日 - 2018年1月12日 | 中央大学法学部   | 大阪地検堺支部長                 | 退職                                                                                       |      |
| 佐藤隆文   | 2018年1月25日 - 2019年3月14日 | 早稲田大学法学部 | 最高検検事                       | 福岡高検次席検事、宇都宮地検検事正                                                         |      |
| 新田智昭   | 2019年3月14日 - 2020年3月30日 | 名古屋大学法学部 | 名古屋地検次席検事               | 札幌高検次席検事、最高検検事                                                               |      |
| 田野尻猛   | 2020年3月30日 - 2022年1月17日 | 東京大学法学部   | 東京高検公判部長                 | 最高検検事、公安調査庁次長                                                                 |      |
| 佐藤淳     | 2022年1月17日 - 2023年1月10日 | 上智大学法学部   | 出入国在留管理庁審議官           | 法務省大臣官房長                                                                           |      |
| 吉川崇     | 2023年1月10日 -               | 京都大学法学部   | 法務省大臣官房政策立案総括審議官 |                                                                                            |      |